# 東紐馬基特 (馬里蘭州)
東紐馬基特（英語：East New Market）是一個位於美國馬里蘭州多徹斯特縣的市鎮。

## 人口
根據2020年美國人口普查的數據，東紐馬基特的面積為1.04平方千米，當中陸地面積為1.04平方千米，而水域面積為0.00平方千米。當地共有人口389人，而人口密度為每平方千米374人。